# Стэннард, Джозеф
Джозеф Стэннард (13 сентября 1797 — 7 декабря 1830) — британский художник, работавший в основном в жанрах пейзажа и марины, представитель Нориджской школы. Работал также как гравёр, но не достиг в этом деле большого мастерства.
Родился в Норвиче. Здесь он получил первые навыки рисования, обучаясь у Роберта Лэгдбрука; его первая картина была выставлена ещё в 1811 году и получила положительные отзывы. В 1821 году он на время уехал в Голландию, где изучал картины голландских мастеров. Свою короткую жизнь — он умер, когда ему было тридцать три года, — он провёл в родном городе и участвовал в выставках Норвичского общества, членом которого он был, а также время от времени выставлял свои работы в Лондоне.
Большинство его картин так или иначе изображают сцены у побережья рек, но он также имел определённую репутацию как портретист, иногда сочетая пейзаж с портретом.
Его племянницей была Элоиза Стэннард, писавшая исключительно натюрморты.